# فرودگاه بیرجند

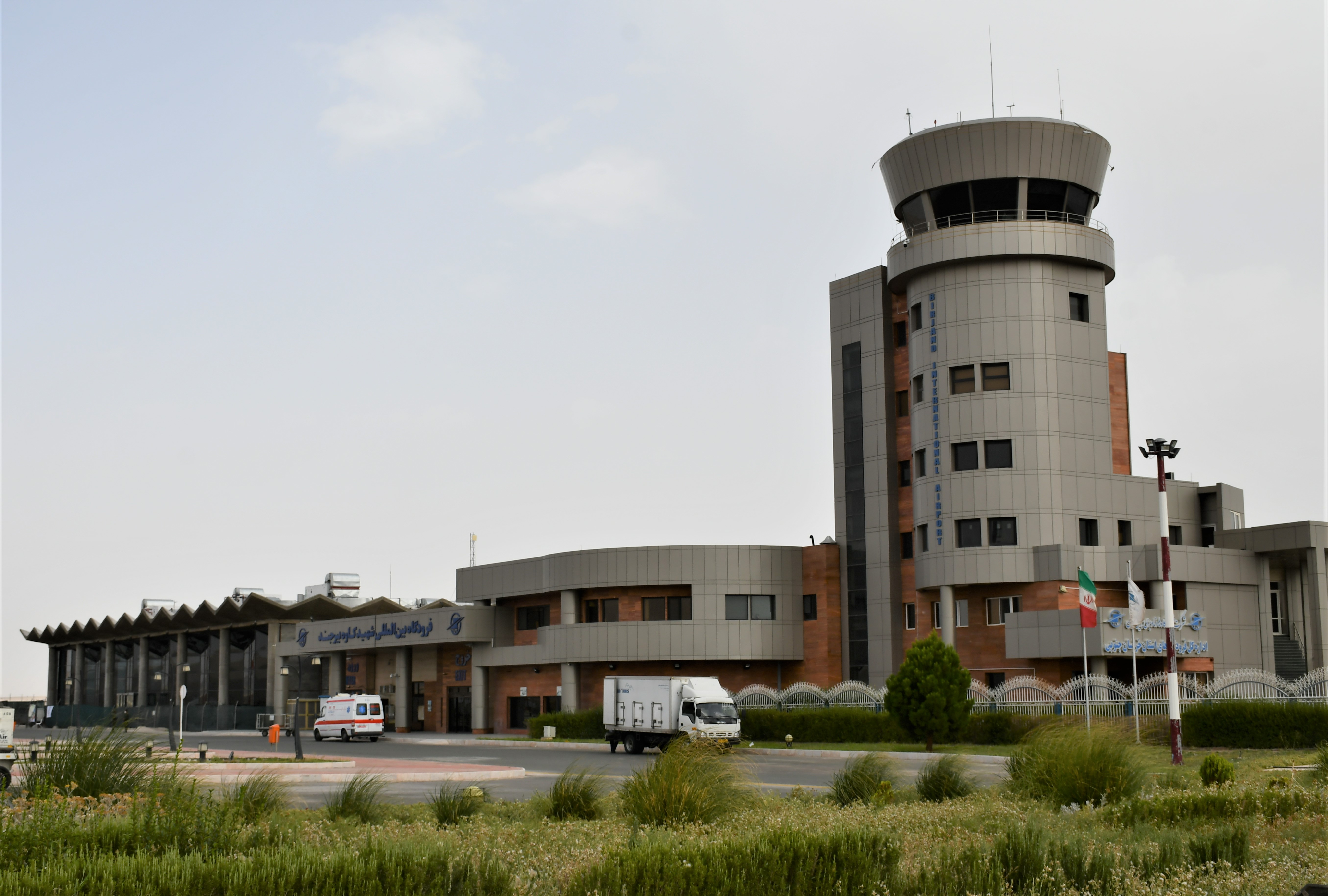
ترمینال اصلی و ترمینال جدید فرودگاه بیرجند (Photo by: Ashkan Sadri/JetPhotos)

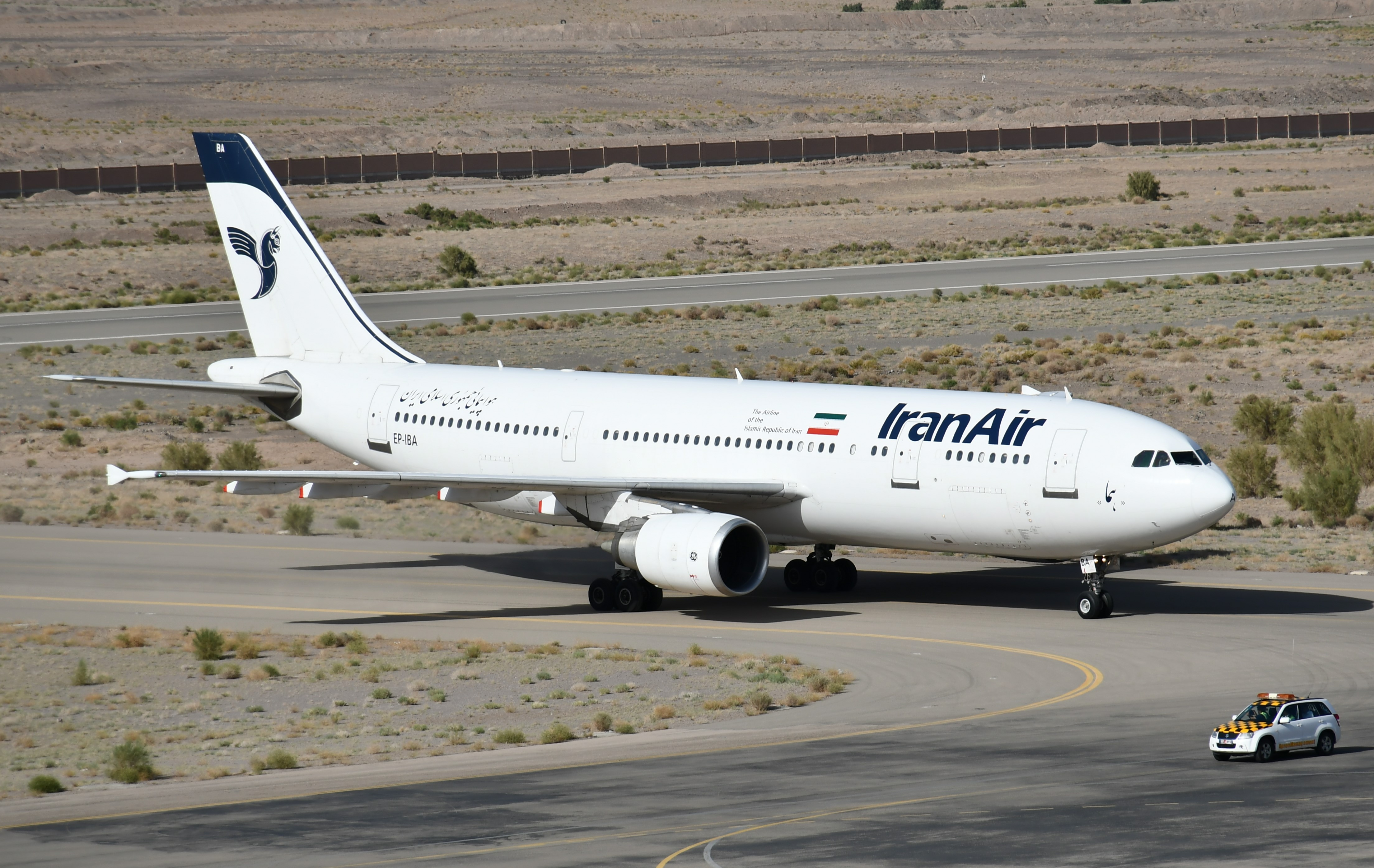
ایرباس ۳۰۰ ایران ایر در فرودگاه بیرجند (Photo by: Ashkan Sadri/JetPhotos)

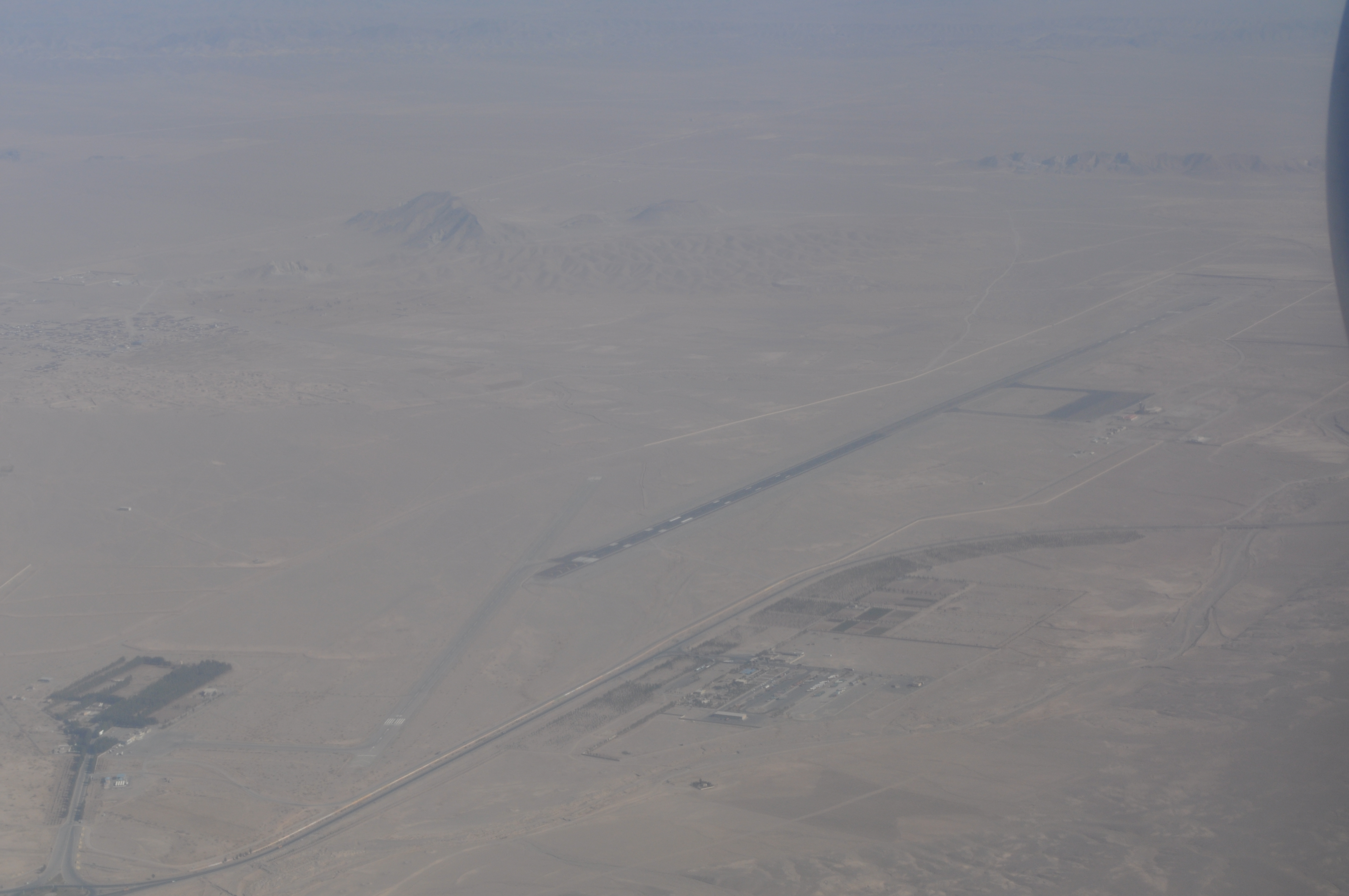
نمای فرودگاه بیرجند از بالا.

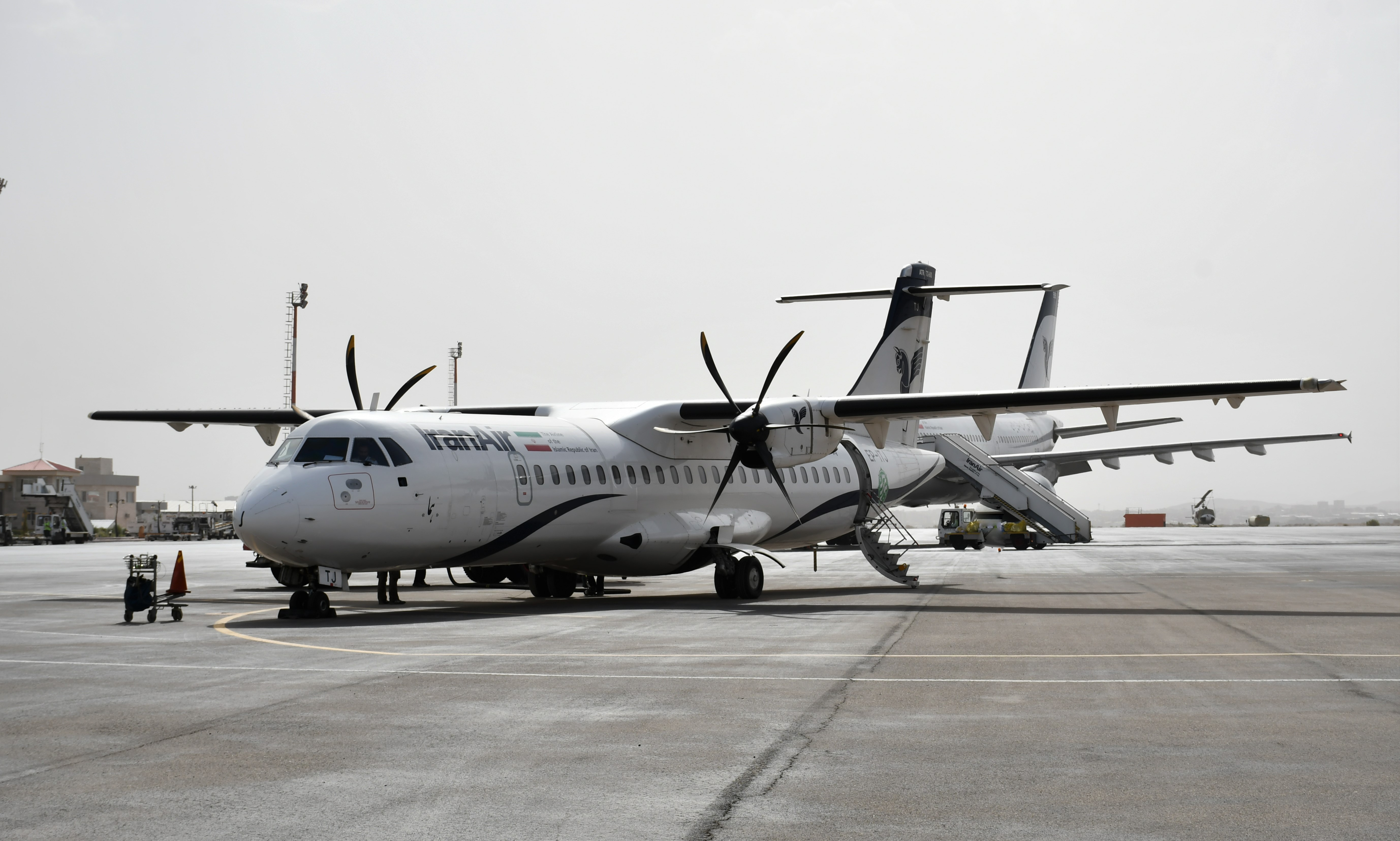
ای‌تی‌ار ۷۲–۶۰۰ و ایرباس ۳۰۰–۶۰۰ ایران ایر در فرودگاه بیرجند (Photo by: Ashkan Sadri/JetPhotos)

فرودگاه بین‌المللی شهید کاوه بیرجند (کُد یاتا: XBJ) یک فرودگاه در بخش خاوری شهر بیرجند، در خراسان جنوبی ایران است.
پس از قدرت‌گیری رضاشاه، پژوهش وابسته به بنیانگذاری این فرودگاه انجام و به همت محمدابراهیم علم، در سال ۱۳۱۲ خورشیدی، این فرودگاه به عنوان سومین فرودگاه کاربردی ایرانی مورد بهره‌برداری قرار گرفت.
فرودگاه بین‌المللی بیرجند که در شرق شهر بیرجند جای گرفته است، به مرور زمان گسترش یافته و در اردیبهشت ماه سال ۱۳۸۷، با انجام پرواز بیرجند-مدینه به فرودگاه بین‌المللی بیرجند به‌روزرسانی شد.
در سال ۲۰۱۶ میلادی ۱٬۲۰۵ نشست و برخاست هواپیما در این فرودگاه انجام شد و ۱۱۷٬۲۰۸ نفر مسافر و ۱٬۰۲۸٬۹۴۲ کیلوگرم بار از طریق آن جابجا شدند.
در طرح توسعه و بهسازی فرودگاه بیرجند، در کنار ترمینال کنونی فرودگاه، ترمینال جدیدی به بزرگی چهار هزار و ۱۵۰ متر مربع ساخته شد و در سال 1401 به بهره برداری رسید.

## ویژگی‌ها
طبق آمار سازمان هواپیمایی کشور، میزان مسافران ورودی و خروجی آن در سال ۱۳۷۲ به ترتیب از ۱۰٬۱۰۹ نفر و ۹٬۶۵۷ نفر بوده است. با گسترش این فرودگاه تعداد مسافران ورودی آن در سال ۱۳۸۶ به ۵۳٬۸۶۸ نفر و خروجی آن به ۵۴٬۸۷۱ نفر افزایش یافت.
کد فرودگاه بیرجند، OIMB (یا XBJ) است. این فرودگاه دارای ۲ باند ۰۸/۲۶ و ۱۰/۲۸ است و مساحت کل آن ۶۰۰ هکتار است. باند دوم که در سال ۱۳۸۸ بازسازی شد به عنوان باند اصلی مورد استفاده قرار می‌گیرد. طول این باند ۴۰۰۰ متر و عرض آن ۶۰ متر است. باند کوتاهتر که ۲۱۶۲ متر طول و ۴۵ متر عرض دارد در زمان مسدود بودن باند اصلی مورد استفاده قرار می‌گیرد.
با توجه به وضعیت توپوگرافی شهر بیرجند، نشست و برخاست هواپیما در این فرودگاه به سختی صورت گرفته و با لرزش‌ها و تکانهای شدید هواپیما همراه است.
درحال حاضر ۲۶ پرواز در هفته (ورودی وخروجی) و توسط ۳ شرکت هواپیمایی ماهان، ایران ایر، پارس ایر ،ایران ایرتور در مسیرهای بیرجند- تهران و بیرجند-مشهد انجام می‌شود.
هواپیماهای مورد استفاده این شرکت‌ها به ترتیب Avro RJ100، فوکر ۱۰۰، ایرباس ۳۲۰، بمباردیه سی‌آرجی ۲۰۰ و بوئینگMD82 می‌باشد.

## شرکت‌های هواپیمایی و مقصدهای پروازی

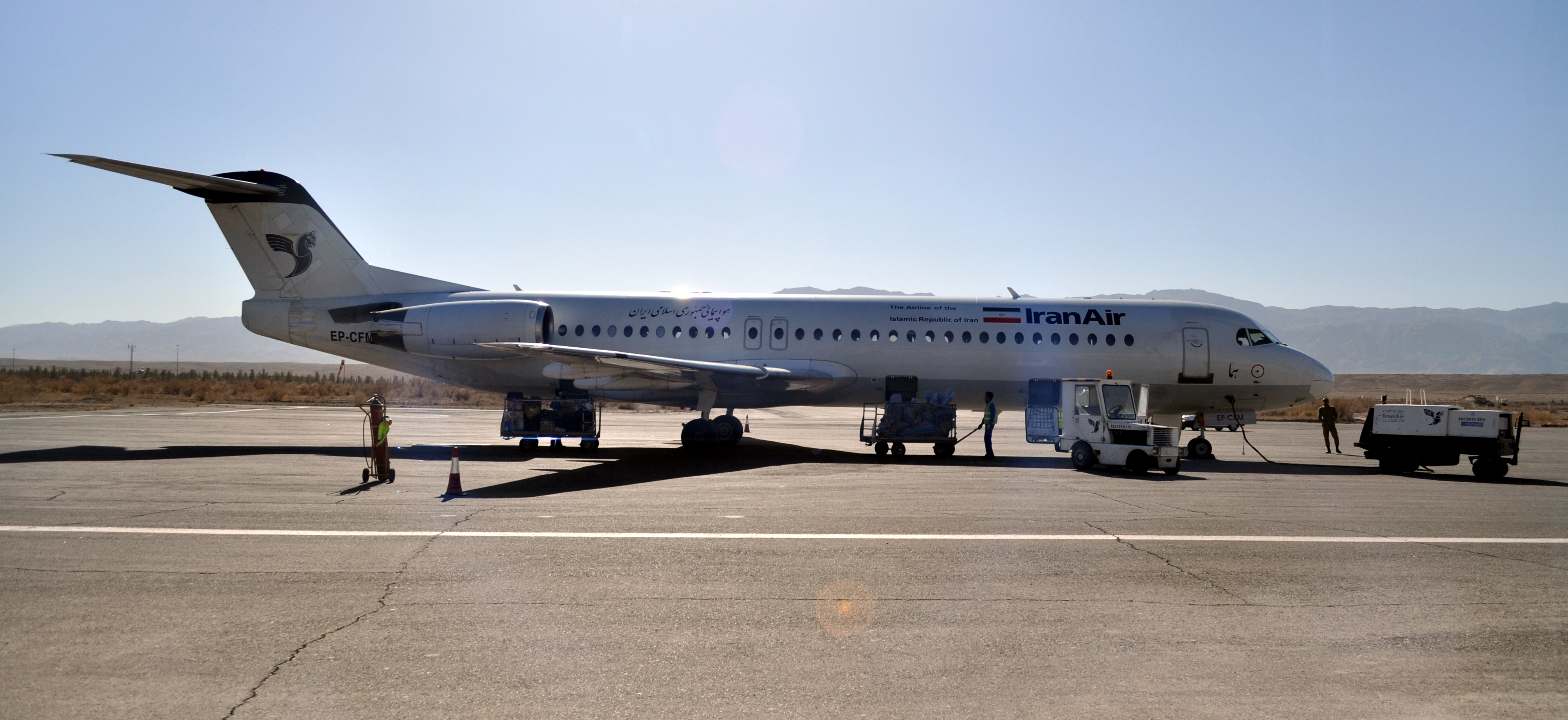
فوکر ۱۰۰ ایران ایر در فرودگاه قدیم بیرجند.

| شرکت‌های هواپیمایی | مقصدهای پروازی                        |
| ----------------- | ------------------------------------- |
| ایران ایر         | تهران، مشهد، مدینه (فصلی)، جده (فصلی) |
|                   |                                       |
| هواپیمایی ماهان   | تهران                                 |
|                   |                                       |
| هواپیمایی پارس    | تهران                                 |
| ایران ایرتور      | تهران                                 |

## حادثه‌ها
- ۳ آذر ۱۳۸۶: ترکیدن لاستیک هواپیمای فوکر ۱۰۰ هواپیمایی هما هنگام نشستن، می‌توانست نخستین رخداد هوایی در این فرودگاه باشد اما به ۱۰۲ مسافر و خدمه آن آسیبی نرسید.[۱۱]